# 胡舜陟
胡舜陟（1083年—1143年），字汝明，晚自号三山老人。绩溪人。
胡舜舉之兄。北宋大觀三年（1109年）进士，調任山陰縣簿。歷官會州、秀州教諭。宋钦宗時，提拔为殿中侍御史。靖康元年（1126年）四月，弹劾李良嗣酿成边患，破坏契丹百年和平，导致金人入侵。建炎元年（1127年），出知廬州。建炎四年（1130年）六月，以徽猷閣待制知臨安府。紹興元年（1131年），起充京畿數略安撫使。二年，再知廬州。五年，移靜江府。最後為廣西經略使。胡舜陟欲为秦桧之父建祠，高登不同意。胡舜陟大怒，以秦琥伏法事为由，以专权杀人的罪名诬告高登，後來高登被关押在静江府监狱。绍兴十一年（1142年），岳飛冤死，胡舜陟上疏仗義執言，觸怒秦檜。轉運使吕源与胡舜陟有旧仇，向朝廷告發胡舜陟“受金盜馬”。秦檜派袁楠等前往逼供。绍兴十三年（1143年）六月，舜陟死于狱。其妻江氏向朝廷诉冤。宋高宗親自過問此案，认为胡舜陟“罪不至死”，懲罚了两名秦桧指派的审理官员。著有《胡少帅集》等。有子胡元任。

## 延伸阅读
[在维基数据编辑]
 《宋史·卷378》，出自脱脱《宋史》